# Dordura apicalis
Dordura apicalis là một loài bướm đêm trong họ Noctuidae.